# Ахуна
Ахуна (лат. Ahuna Mons) — криовулкан, высочайшая ледяная гора на карликовой планете Церере. Открыта космическим зондом Dawn в 2015 году.
Единственный известный криовулкан на Церере. Самый близкий к Солнцу криовулкан  (если не считать криовулкана на Ямале).

## Название
Название горе дано в честь праздника урожая у индийского народа Суми, утверждено Международным астрономическим союзом 1 октября 2015 года.

## Строение и происхождение

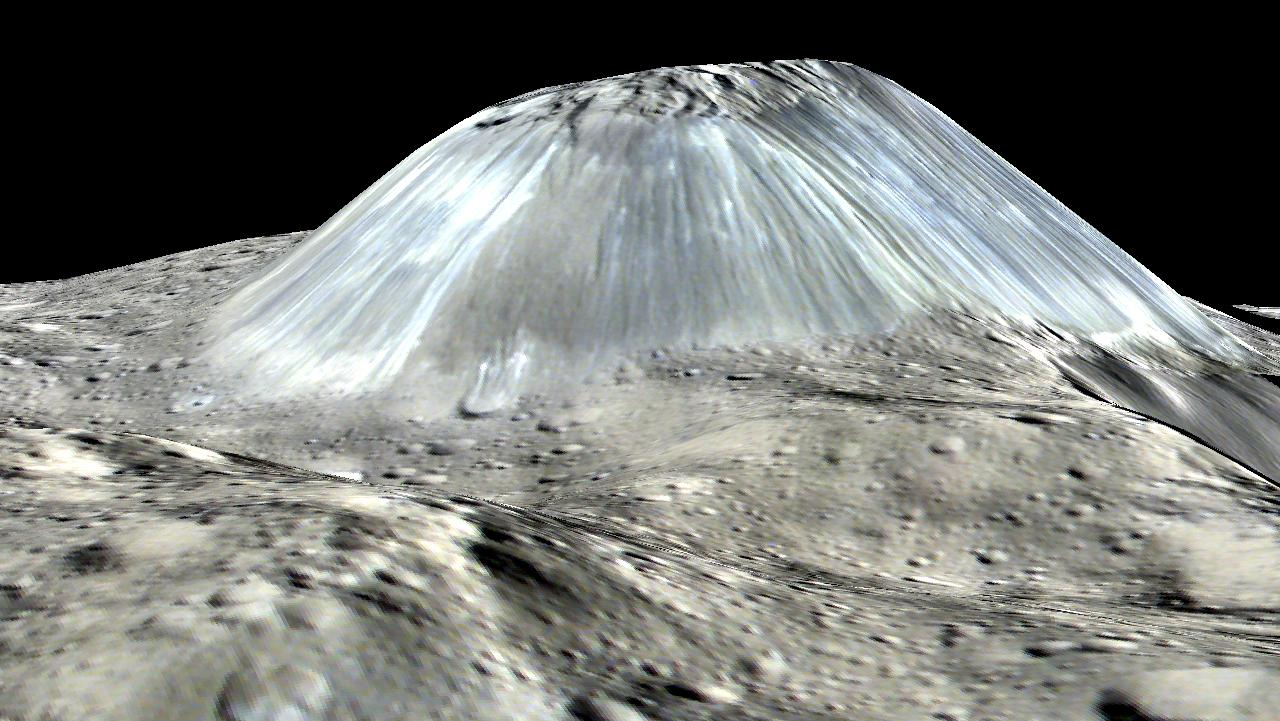
Компьютерная модель Ахуны, высота увеличена вдвое относительно реальных пропорций.

Ахуна достигает в высоту 4—4,5 км, имеет форму усечённого конуса и эллиптическое основание размером 21 на 13 км. Её склоны, крутизной 30—40°, имеют вид радиально расходящихся линий, некоторые из которых заметно ярче, а некоторые заметно темнее окружающей местности. Эти линии считаются бороздами от валунов, скатившихся с вершины горы. Малое количество ударных кратеров на Ахуне свидетельствует о её геологической молодости. На вершине Ахуны расположена небольшая депрессия.
Гора состоит изо льда, поднявшегося из недр планеты в ходе серии холодных криовулканических извержений. Её строение свидетельствует о наличии в недрах Цереры солёной воды в жидком состоянии.
На северо-северо-западе подножие Ахуны касается кратера, схожего с ней как по форме, так и по размеру. Однако это не имеет никакого отношения к её происхождению, и является лишь совпадением.
Ахуна является антиподом крупнейшего кратера Цереры Керван. Существует версия, что Ахуну породила ударная волна от столкновения, создавшего Керван, сфокусировавшаяся на противоположной стороне Цереры.